# Электронные музыкальные инструменты
Электронные музыкальные инструменты — это инструменты, использующие для генерации (в том числе и синтеза) звука различные электронные схемы.
Такие инструменты могут воспроизводить звук, варьируя громкость, частоту, или продолжительность каждого генерируемого отрезка с помощью электрических, электронных или аналоговых аудиосигналов.

## Принцип действия
В электронном музыкальном инструменте, при управлении пользовательским интерфейсом (музыкальным контроллером), включающий в себя интерактивные участки, при контакте с которыми, в цепь отправляется сигнал, которая состоит из электронных схем (генераторов, модуляторов, фильтров и т. п.), на выводе которой генерируется электрический звуковой сигнал, который в свою очередь подаётся на усилитель, и наконец, воспроизводится в виде звука (обычно динамиком).
Следует отличать электронные музыкальные инструменты от электромеханических. В электромеханических музыкальных инструментах звук создается механическим путём, после чего преобразуется в электрический сигнал благодаря звукоснимателю. Например, в электрогитаре звук возникает при ударе о струну, однако собственный звук гитары не используется. Колебания струны вызывают появление сигнала в звукоснимателе, после чего сигнал может обрабатываться различными звуковыми эффектами (такими, как дисторшн, фузз), что значительно меняет исходный тембр звука.
Все электронные и электромеханические музыкальные инструменты составляют подмножество устройств обрабатывающих звуковые сигналы. При этом некоторые электронные музыкальные инструменты иногда используются исключительно для получения звуковых эффектов при игре на электромеханических музыкальных инструментах. 

## История
Первый электронный музыкальный инструмент создал Таддеус Кэхилл в 1901 году. Им стал телармониум (англ. Telharmonium), весом 7 тонн. На основе электрических генераторов и тональных колес телармониум с помощью сложной клавиатуры воспроизводил разные ноты, слушать трансляцию можно было по городскому телефону.
В 1921 году русский изобретатель Лев Сергеевич Термен создал терменвокс, звук в котором образуется как результат биений двух радиочастотных генераторов. Термен создавал «электровиолончель», поэтому управление звуком происходит в результате свободного перемещения рук исполнителя в электромагнитном поле виртуального грифа инструмента вблизи двух металлических антенн. Изменение высоты звука достигается путём приближения руки к правой антенне, в то время как громкость звука управляется за счёт приближения другой руки к левой антенне.
Для генерации музыкальных звуков использовали свисты регенеративного радиоприёмника (например, «радиола» Аникина, 1927, «электрола» Бронштейна, 1928).
Уже позже француз Эдгар Варез (композитор и инженер) создал несколько композиций при помощи электронных валторн, флейт и магнитной ленты. Одна из них, «Poème électronique», была написана для павильона Филипс на Брюссельской Ярмарке Мира в 1958 году.

## Современные инструменты
В настоящее время электронные музыкальные инструменты широко используются в современных направлениях музыки. Развитие все более новых и совершенных музыкальных инструментов очень активно и является междисциплинарной областью исследований.
Среди множества электронных инструментов можно выделить следующие:
- Синтезатор — инструмент, синтезирующий звук при помощи одного или нескольких генераторов звуковых волн.
  - Синтезатор «АНС» — фотоэлектронный музыкальный инструмент, сконструированный русским изобретателем Евгением Мурзиным.
  - Синтезатор Муга
  - Музыкальная рабочая станция — аппаратно-программный комплекс, объединяющий в одном устройстве синтезатор, секвенсор, драм-машину
- Вокодер — устройство синтеза речи на основе произвольного сигнала с богатым спектром.
- Волны Мартено (электрофон) — одноголосный инструмент, с 7-октавной клавиатурой фортепьянного типа, а также нитью с кольцом, надеваемым на указательный палец правой руки.
- Драм-машина — прибор, основанный на принципе пошагового программирования для создания и редактирования повторяющихся музыкальных перкуссионных фрагментов.
- Континуум — контроллер, управляющий генератором звука с поддержкой MIDI, например, синтезатором.
- Терменвокс — бесконтактный инструмент, в котором частота звука изменяется благодаря изменению ёмкости колебательного контура за счет изменения расстояния до рук музыканта.
- Лазерная арфа — инструмент, состоящий из нескольких лазерных лучей, которые нужно перекрывать, по аналогии с щипками струн обычной арфы.
- Реактейбл — электроакустический инструмент, использующий материальный интерфейс пользователя.
- Тэнори-он — устройство, состоящие из экрана с сеткой 16х16 светодиодных-переключателей, каждый из которых может быть активирован различными способами для создания музыкального развивающегося звукового рисунка.
- Atari Punk Console — генератор ступенчатого тона.

## Известные производители
- Korg
- Roland Corporation
- Yamaha Corporation
- Kurzweil Music Systems
- Kawai Musical Instruments
- Clavia Digital Musical Instruments